# Jason's Fleece
Jason's Fleece var en svensk musikgrupp.
Jason's Fleece bildades 1970 av Björn J:son Lindh och Hawkey Franzén. Efter att de båda avtjänat fängelsestraff för vapenvägran, beslutade de att bilda ett band tillsammans med några medlemmar ur J:son Lindhs tidigare grupp, Atlantic Ocean. Gruppen kallade sig inledningsvis för Sam-Hawkey-J:son. Deras musik uppvisade influenser av soul, funk och progressiv rock. I bandet som existerade ungefär ett år och upplöstes 1971 figurerade även Janne "Loffe" Carlsson,  dock utan att medverka på deras skivor. 

## Medlemmar
- Sam Ellison (sång, gitarr)
- Hawkey Franzén (sång, gitarr)
- Björn J:son Lindh (keyboards, flöjt)
- Kenneth Arnström (saxofon)
- Jan Bandel (trummor)
- Jojje Wadenius (bas)
- Red Mitchell (bas)
- Göran Lagerberg (bas)

## Diskografi[2]
- 1970 – Jag Vill Ha En Lessen Häst / Axelsson (singel, Mercury 6062 008)
- 1970 – Confession/Rusty (singel, Mercury 6062 015)
- 1970 – Jason's Fleece (album, Mercury 6363 002)